# Thesius
Thesius ist eine Online-Plattform für Recherche und Wissenschaftskommunikation. Der Name Thesius leitet sich von dem Begriff Thesis ab, mit dem im wissenschaftlichen Kontext eine Abschlussarbeit zur Erlangung des akademischen Grades bezeichnet wird. Die Plattform wurde von Michael Grupp, Jennifer Antomo und Dennis Albert, Doktoranden der Johannes Gutenberg-Universität (Mainz) gegründet, vergleichbar den Plattformen Index to theses (England) und theses.fr (Frankreich).
Im Januar 2017 wurde Nino Haase einer der Geschäftsführer des Mainzer Startups. Er blieb bei dem Unternehmen bis zu dessen Übernahme Anfang 2018 durch dem Personaldienstleister Persona Service erworben, der das Rechercheportal seitdem betreibt.

## Funktionen
Neben laufenden Promotionsvorhaben, die durch Registrierung der Doktoranden erfasst werden, enthält Thesius eine Datenbank der meisten abgeschlossenen und veröffentlichten Dissertationen der Bundesrepublik, sortiert nach Fachbereichen. Die Datenbank enthält neben den bibliographischen Informationen auch Metadaten zu den Arbeiten und persönliche bzw. fachliche Informationen zu den Verfassern. Bei der Recherche verwendet Thesius eine semantische Suchtechnik (Index-Suche), die im Gegensatz zur rein zeichenabgleichenden String-Suche schneller und genauer arbeitet.

## Hintergrund
Eine Online-Plattform im Sinne der Wissenschaftskommunikation 2.0 wird in der akademischen Welt seit Aufkommen der Sozialen Medien diskutiert.
Transparentere Wissenschaftskommunikation ist in Deutschland insbesondere seit den Plagiatsaffären Diskussionsgegenstand, eine Plattform wie Thesius wurde daher häufig vorgeschlagen.